# بين سترونج
بين سترونج (10 سبتمبر 1986 في الولايات المتحدة - ) (بالإنجليزية: Ben Strong)‏ هو لاعب كرة سلة أمريكي في مركزي الوسط وهجوم قوي الجسم.

## وصلات خارجية
- بين سترونج على موقع كرة السلة الأوروبية.كوم (الإنجليزية)
- بين سترونج على موقع ريلجم (الإنجليزية)
- بين سترونج على موقع بروبوليرز (الإنجليزية)
- بين سترونج على موقع سبورتس رفرنس (الإنجليزية)